# Benjamin Crémieux

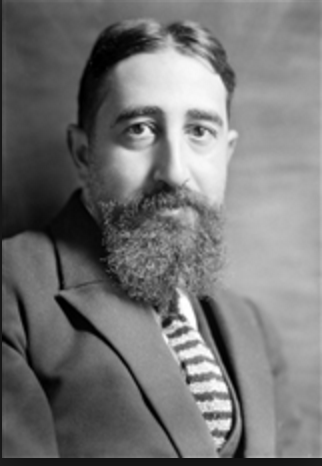
Benjamin Crémieux, 1943

Benjamin Crémieux (* 1. Dezember 1888 in Narbonne; † 12. April 1944 im KZ Buchenwald) war ein französischer Schriftsteller jüdischer Herkunft. Er übte vor allem mit seinen literaturkritischen Arbeiten zur zeitgenössischen französischen und italienischen Literatur starken Einfluss aus. Er übersetzte Luigi Pirandello und trug wesentlich zum Bekanntwerden Italo Svevos bei. Aufgrund seiner Teilnahme an der Résistance wurde er 1943 ins Konzentrationslager Buchenwald verschleppt, wo er 1944 starb.

## Leben
Benjamin Crémieux stammte aus der südfranzösischen Küstenstadt Narbonne, wo heute eine Straße nach ihm benannt ist. Er studierte in Paris Literaturwissenschaft. Als Soldat des Ersten Weltkriegs wurde er wiederholt verwundet. Sein einziger Roman, 1921 veröffentlicht, ist autobiographisch geprägt. 1926 brachte die Literaturzeitschrift Le Navire de’argent Romanauszüge des noch unbekannten Italo Svevo nebst einem folgenreichen Aufsatz von Crémieux. Zum wichtigsten Forum Crémieuxs wurde die von Jean Paulhan geführte Nouvelle Revue Française. Er war zudem als Leiter des Italien-Büros im Außenministerium und Sekretär des französischen P.E.N. tätig. Eine eher amüsante diplomatische Mission erfüllte er 1930 in Buenos Aires, indem er den Piloten und Schriftsteller Saint-Exupéry mit der bezaubernden Consuelo bekannt machte, worauf dieser seine spätere Muse prompt per Flugzeug entführte.
Während des Zweiten Weltkrieges stieß Crémieux 1941 durch seinen Sohn zur Widerstandsgruppe Combat und wurde vor allem im Untergrund von Marseille aktiv. Im Mai 1942 gab er gemeinsam mit René Milhaud ein Manifest gegen das Vichy-Regime heraus. Ein knappes Jahr darauf wurde er von der Gestapo verhaftet und in das KZ Buchenwald bei Weimar deportiert. Dort starb er im April 1944 an Entkräftung.

## Schriften
- Le roman italien contemporain, 1909.
- Du côté de Marcel Proust und der Folgeband Lettres inédites de Marcel Proust à Benjamin Crémieux, 1919.
- Le Premier de la classe, Roman, 1921; Forgotten Books (21 avril 2018), ISBN 978-0-331-54687-3
- XXe siècle, 1924.
- L’Esprit européen dans la littérature d’aujourd’hui, 1926.
- Une conspiratrice en 1830, ou le Souper sans la Belgiojoso, 1928.
- Panorama de la littérature italienne contemporaine, 1928.
- La Grenouille et les trois nourrices, 1930.
- Littérature italienne, 1931.
- Benjamin Crémieux. Inventaires, Inquiétude et reconstruction. Essai sur la littérature d’après guerre, 1931.